# История Генерального штаба России
Российский Генеральный штаб (сокр. Генштаб, ГШ ВС) — центральный орган военного управления вооружёнными силами России.

## История российского Генерального штаба
До Екатерины II выражение Генштаб имело значение общее, то есть это было сборное название для всех штабных чинов; самую же службу Генштаба исполняли квартирмейстерские чины, о которых впервые упоминается в воинском уставе Петра Великого (1698 год), составленном Адамом Вейде.
Первым генерал-квартирмейстером русской армии был князь Андрей Фёдорович Шаховской (†1705), назначенный в феврале 1702 года Петром I.
В феврале 1711 года Пётр I утвердил первые «Штатные положения Генерального штаба», в которых было закреплено учреждение должности генерал-квартирмейстера как главы специальной квартирмейстерской части (позже ставшей службой). Штатами было определено 5 чинов квартирмейстерской части; позже число их то увеличивалось, то уменьшалось: в 1720 году — 19 чинов; в 1731 — 5 чинов для мирного времени и 13 чинов для военного. Чины эти почти исключительно заведовали авангардами и передовыми партиями. По штату квартирмейстерская часть состояла из 184 различных чинов, принадлежавших не только непосредственно к составу органов управления войсками, но и к другим частям и отделам военной администрации (комиссариатской, провиантской, военно-судной, военно-полицейской и др.).
Первоначально квартирмейстерская часть не представляла собой отдельного учреждения и создавалась высшими войсковыми начальниками только в штабах действующей армии (на период боевых действий). По сути дела, квартирмейстерские чины являлись как бы «временными членами» действующей армии (её полевого управления), подготовке которых в мирное время уделялось мало внимания. Да и сам Генеральный штаб понимался тогда не как орган военного управления, а как собрание высших военных чинов. Такое положение отрицательно сказалось на состоянии управления русской армией в ходе Семилетней войны (1756—1763 гг.), несмотря на ряд одержанных Россией побед.
При Екатерине II чины квартирмейстерской части были выделены в особое учреждение, наименованное Генштабом и поставленное в непосредственное ведение вице-президента военной коллегии: 14 (25) января 1763 года Екатерина II утвердила штат Генерального штаба. Впервые в истории русской армии был создан постоянно действующий орган военного управления, которому вменялось в обязанность в мирное время заниматься вопросами подготовки к будущим войнам.
В 1772 году Генштаб, во главе с Захаром Чернышевым, был преобразован по проекту, поданному генералом Бауром; чинам Генштаба дано было положение, независимое от главнокомандующего армией. Это было причиной неуспеха реформы Баура, возбудив неудовольствие во многих военачальниках.
Император Павел по вступлении на престол упразднил Генштаб, вслед за тем, однако, возродившийся под названием свиты Его Императорского Величества по квартирмейстерской части. Этот вспомогательный орган центрального военного управления выполнял некоторые основные функции прежнего Генштаба. Начальником её, со званием генерал-квартирмейстера был назначен генерал от инфантерии Иван Иванович Герман,
а затем — Аракчеев. Состояние квартирмейстерской части при Германе было плачевным, в письме Павлу I он описывал «бедное состояние» офицеров, которые «жалованья ещё не получают, ибо Коммисариатское Депо точно не знает, какое им отпускать во время мира».
В мирное время чины этого учреждения находились на «съёмках» в Финляндии и Литве, занимались в Собственной Его Величества чертёжной и, в небольшом числе, состояли при войсках, где в случае войны несли обязанности прежнего Генштаба.
Со вступлением на престол Александра I генерал-квартирмейстером был назначен инженер-генерал Сухтелен, управление которого (1801—1810), равно как и его преемника, князя П. М. Волконского (1810—1823), принесло весьма важные результаты, особенно в комплектовании Свиты вполне образованными офицерами и к дальнейшему их усовершенствованию. Состав Свиты увеличивался по мере усиления армии, так, что в 1825 году в ней состояло уже 317 офицеров, против 163 в 1812 году. Они назначались из колонновожатых, для подготовки которых в Санкт-Петербурге с 1811 г. было открыто училище колонновожатых — прообраз будущей Академии Генштаба, под руководством подполковника А. И. Хатова (будущего генерала от инфантерии), в Москве — «общество математиков», в дальнейшем преобразованное в частное училище генерала Н. Н. Муравьёва (с 1815 по 1823 год. В 1812 году был организован Финляндский топографический корпус в казённом геймате Гаопаньеши Куопиокской губернии,

преобразованный в Финляндский кадетский корпус (с 1817), а затем — учреждённый в Могилёве 2-классной офицерской школы, существовавшей до 1832 года.
Отечественная война 1812 года показала как возросшую роль и значение квартирмейстерской части, так и её недостатки, требующие исправления. Поэтому в 1815 г. в соответствии с указом Александра I был учрежден Главный штаб Его Императорского Величества и к нему перешло управление всем военным ведомством, в составе этого высшего управленческого органа начала функционировать (параллельно со Свитой) ещё и специальная канцелярия генерал-квартирмейстера Главного штаба. В Главный штаб была переведена большая часть офицеров Свиты ЕИВ по квартирмейстерской части.
Участие некоторых чинов Свиты в восстании декабристов бросило тень на всё ведомство, результатом чего явилось закрытие московского училища колонновожатых, а также воспрещение перевода в квартирмейстерскую часть офицеров ниже чина поручика. 27 июня 1827 года свита была переименована в Генеральный штаб. В 1828 г. руководство Генеральным штабом было вверено генерал-квартирмейстеру Главного штаба Е. И. В. С упразднением в 1832 г. Главного штаба как самостоятельного органа управления (название было сохранено за группой высших должностных лиц) и передачей всего центрального управления военному министру. Генеральный штаб, получивший наименование Департамент Генерального штаба, вошёл в состав Военного министерства. B 1863 г. он был преобразован в Главное управление Генерального штаба.
Дальнейшие преобразования Генштаба, при генерал-квартирмейстере А. И. Нейдгардте, выразились в открытии в 1832 году Императорской военной академии и в учреждении департамента Генштаба; в состав Генштаба включён корпус топографов. Выход из Генштаба в другие ведомства был воспрещён, и только в 1843 году дозволено возвращаться в строй, но не иначе, как в те части, где кто прежде служил.
С преобразованием в 1836 году военного министерства, генерал-квартирмейстер был низведён на степень директора департамента Генштаба и, утрачивая прежнее строевое значение, постепенно приобрёл направление бюрократическое. Такое положение дел продолжалось с 1834 по 1855 год. Из работ Генштаба за это время первое место занимают статистические труды, предпринятые в 1836 году. Окончанию их помешала Крымская война, так что изданы были описания только 69 губерний.
В царствование императора Александра II Генеральному штабу дано широкое развитие; почин в этом деле принадлежал генерал-адъютантам Ростовцеву и Герштенцвейгу. Благодаря первому военная академия расширена и получила право принимать неограниченное число слушателей. Герштенцвейгу (занимавшему место дежурного генерала) принадлежит почин в деле сближения офицеров Генштаба с войсками путём службы в дивизионных штабах, командования ротами и батальонами и тактических занятий с офицерами, а также составления и издания для войск массы учебников, руководств и пособий.
В 1864 году Гвардейский Генеральный штаб слит с общим Генеральным штабом.
31 декабря 1865 (12 января 1866) г. путём слияния Инспекторского департамента с Главным управлением Генерального штаба был образован Главный штаб, который ведал вопросами управления вооруженными силами, мобилизацией, делами по личному составу и комплектованию войск и военных учреждений, их устройством, службой, размещением, боевой подготовкой и хозяйством.
При содействии Военно-учёного комитета Главного штаба и Николаевской академии Генерального штаба изданы многие труды офицеров Генштаба по разным отделам военной истории и военного искусства. Менее значительно участие Генштаба, по сравнению с прежним, в съёмочных и картографических работах, которые перешли в корпус военных топографов.
В 1905 году Генштаб под названием «Главное управление Генерального штаба» (ГУГШ) был выделен, по примеру Германии, в самостоятельный орган во главе с независимым от военного министра начальником (с правом, как и военный министр, личного доклада императору). За Военным министерством, как это уже имело место в 1815—1832 годах, было оставлено в основном решение административно-хозяйственных вопросов, включая использование кредитов, все же остальные стали прерогативой Генерального штаба. Рабочим органом начальника Генштаба (он же начальник ГУГШ) являлось управление генерал-квартирмейстера. В 1908 году ГУГШ было возвращено в состав Военного министерства, а начальник Генерального штаба был подчинен военному министру.
В 1905 году из Главного штаба в ГУГШ были переданы управления 2-го генерал-квартирмейстера (без Мобилизационного отдела), Военных сообщений и Военно-топографическое. В 1910 году из Главного штаба в ГУГШ были переданы Генерал-квартирмейстерская часть по устройству, расквартированию и службе войск, а также редакции журнала «Военный сборник» и газеты «Русский инвалид», а в Главный штаб вошёл Казачий отдел, созданный из Главного управления казачьих войск. По положению 1911 года Главный штаб состоял из отделов: Дежурного генерала, Пенсионного, Казачьего и частей: Азиатской и Распорядительной (в 1914 г. переименована в Административный отдел).
Накануне Первой мировой войны Генеральный штаб состоял из 5 отделов (генерал-квартирмейстера, по устройству и службе войск, мобилизационного, военных сообщений, военно-топографического) и 2 комиссий (крепостной и комитета Генерального штаба).
С началом Первой мировой войны была создана Ставка Верховного Главнокомандующего со штабом Верховного Главнокомандующего. Основное руководство боевыми действиями осуществлял этот орган.
Гражданская война в России расколола корпус офицеров Генерального штаба, которые активно действовали во многих противоборствующих армиях (не только в РККА и в Белых армиях, но и в армиях новообразованных приграничных государств и в национальных военных формированиях).
Главное управление Генерального штаба было ликвидировано 8 марта 1918 года.
Начальники (до утверждения в должности — управляющие) Главного штаба е.и.в.:
- Волконский П. М. (1810—1823, начальник штаба с 1815)
- Дибич И. И. (1823—1828)
- Чернышев А. И. — управляющий Главного штаба е.и.в. (1828—1832)

Начальники Главного штаба:
- Гейден Ф. Л. (1866—1881)
- Обручев Н. Н. (1881—1897)
- Сахаров В. В. (1897—1904)

Начальники Генерального штаба:
- Палицын Ф. Ф. (1905—1908)
- Сухомлинов В. А. (1908—1909)
- Мышлаевский А. З. (1909)
- Гернгросс Е. А. (1909—1911)
- Жилинский Я. Г. (1911—1914)
- Янушкевич Н. Н. (1914)
- Беляев М. А. (1914—1916)
- Аверьянов П. И. (1916—1917)

## Офицеры российского Генерального штаба
Офицерами Генерального штаба в вооружённых силах Российской империи (Русской Императорской Армии) в последней трети XIX века — начале XX века считались офицеры, окончившие полный курс Николаевской Академии Генерального Штаба и причисленные к Генеральному Штабу (то есть имевшие право со временем получить должность по Генеральному Штабу). Службу они проходили непосредственно в тех подразделениях, куда были откомандированы после окончания Академии, в основном в штабах частей и подразделений. При этом они числились в списках чинов как по Генеральному Штабу, так и по тому роду войск, где служили непосредственно.
В штабах (от военно-окружных — с 1864 г. до дивизионных), а также управлениях отдельных бригад, крепостей имелись специальные должности, которые должны были замещаться только чинами Генерального штаба. В обязанности офицеров генерального штаба входило ведение журналов военных действий (путевые, осадные, прочие).
Офицеры Генштаба были большей частью не знакомы со строевой службой; только на Кавказе находилось всегда значительное число офицеров Генштаба (30—40). В 1851 году в военную академию поступило всего 7 офицеров; для привлечения большего числа лиц офицерам Генштаба предоставлены были разные льготы, после чего в академию стало поступать средним числом по 36 человек.

## Генеральный штаб в Советской России и СССР
8 мая 1918 был создан Всероссийский главный штаб (Всероглавштаб) (начальники — Стогов Н. Н. (18.5 — 2.8.1918 г.), Свечин А. А. (2.8 — 22.10.1918 г.), Раттэль Н. И. (22.10.1918 г. — 10.2.1921 г.)).
Органом оперативного руководства 6 сентября 1918 стал Штаб Реввоенсовета Республики, а с 8 ноября — Полевой штаб РВС Республики (начальники — 6.09.1918 — Н. И. Раттэль, 21.10.1918 — Ф. В. Костяев, 18.06.1919 — М. Д. Бонч-Бруевич, 22.07.1919 — П. П. Лебедев).
Приказом Революционного военного совета Республики (РВС) от 10 февраля 1921 года Всероглавштаб был объединён с Полевым штабом и получил название Штаба Рабоче-Крестьянской Красной Армии (РККА). Штаб РККА стал единым органом управления вооружёнными силами РСФСР и являлся исполнительным органом РВС Республики, с 1923 года — РВС СССР.
Начальниками Штаба РККА были:
- П. П. Лебедев, февраль 1921 — апрель 1924.
- М. В. Фрунзе, апрель 1924 — январь 1925.
- С. С. Каменев, февраль — ноябрь 1925.
- М. Н. Тухачевский, ноябрь 1925 — май 1928.
- Б. М. Шапошников, май 1928 — июнь 1931.
- А. И. Егоров, июнь 1931 — сентябрь 1935.

Комиссаром Штаба РККА до 1924 года был И. C. Уншлихт, заместитель Председателя ОГПУ. С назначением Начальником Штаба Михаила Фрунзе должность Комиссара Штаба была упразднена — таким образом в руководстве штаба установилось единоначалие, а контроль большевистской (коммунистической) партии над Штабом РККА осуществлялся другими методами.

### Реорганизация 1924 года
В 1924 году Штаб РККА был реорганизован и создан новый военный орган с более узкими полномочиями под тем же названием. Так как были созданы Главное управление РККА (Главупр РККА) и Инспекторат РККА, ряд функций и полномочий были переданы из Штаба РККА в новые структуры высшего военного управления Российской республики.
В марте 1925 года решением НКВМ образовано Управление РККА (с января 1925 года — Главное управление РККА), куда из ведения Штаба РККА были переданы функции административного руководства текущей деятельностью Вооруженных сил Республики: боевой подготовкой, войсковой мобилизацией, комплектованием и ряд других функций.

### Структура Штаба с июля 1926 года
Приказом НКВМ от 12 июля 1926 года Штаб РККА был утвержден в составе четырёх Управлений и одного Отдела:
- Первое (I Управление) — Оперативное;
- Второе (II Управление — с июля 1924 года) — Организационно-мобилизационное;
- Третье (III Управление) — Военных сообщений;
- Четвёртое (IV Управление) — Информационно-статистическое (Разведывательное);
- Научно-уставной Отдел.

Штаб РРККА подчинялся НКВМ и являлся его структурным подразделением.
Организационно-мобилизационное управление (ОМУ) было создано в ноябре 1924 года путём слияния Организационного и Мобилизационного управлений Штаба РККА. ОМУ возглавлял начальник и военком бывшего Оргуправления С. И. Венцов. С июля 1924 года Организационно-мобилизационное управление стало носить название II Управление Штаба РККА. В 1925—1928 годах II Управление возглавлял Н. А. Ефимов.

### Создание Генерального штаба РККА
22 сентября 1935 Штаб РККА был переименован в Генеральный штаб РККА. Начальниками Генерального штаба были:
- А. И. Егоров, сентябрь 1935 — май 1937
- Б. М. Шапошников, май 1937 — август 1940
- К. А. Мерецков, август 1940 — январь 1941
- Г. К. Жуков, январь 1941 — июль 1941

### Подготовка к Большой войне и создание фронтовых управлений
В условиях резкого усиления опасности войны и с учётом опыта локальных военных конфликтов в 1939 году произведена реорганизация Генерального штаба: он подвергся масштабной структурной перестройке и значительно усилена его роль в управлении войсками.
В связи с ускоренной милитаризацией СССР и интенсивной подготовкой РККА к Большой войне Иосиф Сталин в январе 1941 года во главе Генерального штаба ставит молодого выдвиженца Георгия Жукова, который занимал этот пост до июля 1941 года. Назначение было связано как с личными симпатиями Сталина, так и с учётом итогов советско-японского вооруженного конфликта в районе реки Халхин-Гол, где Г. К. Жуков руководил подготовкой и ведением боевых действий.
В июне 1941 года Начальник Генерального штаба РККА Георгий Жуков отдал приказ о преобразовании западных военных округов в Европейской части СССР во фронты с образованием Фронтовых полевых управлений (ФПУ) и выводе Управлений на заблаговременно подготовленные Полевые пункты управления (ППУ фронта).

### Великая Отечественная война
С нападением Германии на СССР 22 июня 1941 года и началом Великой Отечественной войны в период 1941—1945 годов Генеральный штаб являлся основным органом стратегического планирования  Ставки Верховного Главнокомандования и руководства Вооруженными силами СССР на фронтах. Начальниками Генерального штаба были:
- Б. М. Шапошников, июль 1941 — май 1942.
- А. М. Василевский, май 1942 — февраль 1945.
- А. И. Антонов, февраль 1945 — март 1946.

### Генеральный штаб в 1945—1991 годах
В первые послевоенные годы Генеральный штаб решал одновременно несколько сложнейших задач: массовое сокращение Вооружённых Сил СССР со штатов военного времени (к 1948 году уволено свыше 8,5 млн человек), разработка новой дислокации Вооружённых Сил в СССР и за рубежом исходя из сложившихся по итогам второй мировой войны новых исторических реалий, разработка нового плана обороны страны, совершенствование войсковых структур с учётом опыта войны (например, все послевоенные годы неуклонно возрастала роль войск ПВО, а затем появился и принципиально новый род войск — Ракетные войска стратегического назначения СССР), научная разработка и организация процесса перевооружения армии и флота (в том числе и в связи с внедрением в войска ракетной техники, а затем и ядерного оружия), изменение военной доктрины СССР и её практическая реализация в связи с началом «Холодной войны».
Начальниками Генерального штаба в послевоенное время были:
- А. И. Антонов, февраль 1945 — март 1946 гг.
- А. М. Василевский, март 1946 — ноябрь 1948 гг.
- С. М. Штеменко, ноябрь 1948 — июнь 1952 гг.
- В. Д. Соколовский, июнь 1952 — апрель 1960 гг.
- М. В. Захаров, апрель 1960 — март 1963 гг.
- С. С. Бирюзов, март 1963 — октябрь 1964 гг.
- М. В. Захаров, ноябрь 1964 — сентябрь 1971 гг.
- В. Г. Куликов, сентябрь 1971 — январь 1977 гг.
- Н. В. Огарков, январь 1977 — сентябрь 1984 гг.
- С. Ф. Ахромеев, сентябрь 1984 — декабрь 1988 гг.
- М. А. Моисеев, декабрь 1988 — август 1991 гг.
- В. Н. Лобов, август — декабрь 1991 гг.
- В. Н. Самсонов, декабрь 1991 — май 1992) гг.

В составе ГШ ВС СССР имелись следующие Главные управления:
- Главное оперативное управление (1-е ГУ)
- Главное разведывательное управление (2-е ГУ)
- Главное организационно-мобилизационное управление
- Главное управление АСУ и РЭБ (расформировано в 1989 году)
- 10-е Главное управление,

а также ряд управлений и направлений прямого подчинения, например:
- 9-е направление (контроль за «ядерным чемоданчиком»[14].

В декабре 1991 года после ликвидации Союза Советских Социалистических Республик в результате подписания 8 декабря 1991 года Беловежских соглашений формально Генеральный штаб Вооружённых сил СССР должен был прекратить свою деятельность. Однако до создания Главного командования Вооружённых Сил государств — участников Содружества Независимых Государств он продолжил работу по управлению Вооружёнными Силами образовавшихся на месте СССР новых независимых государств. Новое наименование ему тогда не присваивалось, поэтому он продолжал именоваться прежним наименованием прекратившего существование государства. Однако уже в начале 1992 года стало ясно, что лидеры новых государств взяли курс на создание собственных национальных армий и ОВС СНГ вопреки декларациям декабря 1991 года создаваться не будут.
С образованием Министерства обороны Российской Федерации в мае 1992 года Генеральный штаб ВС СССР реорганизован в Генеральный штаб Вооружённых Сил Российской Федерации.